# Kate Osamor
Ofunne Kate Osamor ([oʊˈsæmɔːr] ; née le 15 août 1968) est une femme politique britannique du parti travailliste et coopératif qui est députée pour Edmonton depuis 2015.
Elle est la fille du pair travailliste Martha Osamor. En juin 2016, elle est nommée secrétaire d'État fantôme au Développement international par Jeremy Corbyn. En décembre 2018, Osamor démissionne du cabinet fantôme à la suite des événements entourant la condamnation de son fils pour trafic de drogue.

## Jeunesse et carrière
Osamor est née de parents nigérians en 1968 et grandit à Haringey, au nord de Londres. D'une famille de quatre enfants, dont le père est mort quand elle est enfant, elle se souvient de sa mère Martha Osamor travaillant « trois, parfois quatre emplois » pour joindre les deux bouts. Martha Osamor est une militante politique et membre des sections noires du parti travailliste dans les années 1980. Elle devient conseillère et chef adjointe du Conseil de Haringey et est nommée à la Chambre des Lords sur recommandation de Jeremy Corbyn en 2018.
Kate Osamor fait ses études à l'école Fortismere de Muswell Hill, Haringey, entre 1979 et 1983. En 1989, elle a un fils, Ishmael Osamor, né Ishmael Ngozi Udi, avec Kim Udi, un peintre et décorateur de New Cross. Entre 2003 et 2006, après avoir terminé un cours d'accès au Hackney College, elle étudie Third World Studies à l'Université de Londres-Est où elle est diagnostiquée dyslexique, d'où ses difficultés à l'école,. Après ses études, elle travaille pour The Big Issue, un magazine vendu par les sans-abri, mais travaille principalement dans le NHS, comme assistante de direction pendant neuf ans dans un centre de soins, puis pendant deux ans en tant que médecin généraliste pratique gestionnaire. Elle est également active au sein du syndicat Unite.

## Carrière politique
En 2014, Osamor est élue membre du Comité exécutif national du Parti travailliste,.
Aux élections générales de 2015, Osamor se présente comme candidate du Parti travailliste pour Edmonton à la retraite de son ancien député Andy Love. Osamor obtient 25 388 voix, faisant passer la majorité travailliste de 9 613 à 15 419 voix. Osamor est l'une des 36 députés travaillistes à désigner Jeremy Corbyn comme candidat aux élections à la direction travailliste de 2015. Elle est nommée secrétaire parlementaire privée de Corbyn en septembre 2015 .
Le 14 janvier 2016, Osamor est nommée par Corbyn comme ministre fantôme des femmes et des égalités. Le 27 juin 2016, après la démission de nombreux membres de l'équipe ministérielle du Labour en raison de l'inquiétude suscitée par la direction de Corbyn, Osamor est nommée secrétaire d'État fantôme au Développement international. Osamor préconise une augmentation du financement de l'aide aux groupes de femmes et fait valoir que l'aide internationale devrait être ciblée sur des programmes visant à réduire les inégalités ainsi que sur des programmes visant à réduire la pauvreté.
Osamor préside le groupe parlementaire multipartite pour le Nigéria depuis 201 . Le 29 août 2019, elle prône l'abolition de la monarchie lorsque la reine Élisabeth II approuve le projet du Premier ministre Boris Johnson de suspendre le Parlement.
Osamor est réélue députée d'Edmonton aux élections générales de 2017.
En octobre 2018, il apparait qu'Osamor continue d'employer son fils, Ishmael Osamor, en tant qu'agent principal des communications dans son cabinet parlementaire malgré ses condamnations pour trois chefs d'accusation de possession de drogues. Il a été arrêté pour cette infraction plus d'un an auparavant avec 2 500 £ de drogues illégales (cocaïne, ecstasy, kétamine et cannabis), au festival de musique Bestival en août 2017. Le 1er novembre 2018, la députée conservatrice Anne-Marie Trevelyan défère Osamor devant le commissaire parlementaire aux normes pour « non-respect » du code de conduite des députés, en ce qui concerne le maintien dans l'emploi de son fils. Osamor nie tout acte répréhensible et qualifie le renvoi de "motivé politiquement" .
Le 1er décembre 2018, Osamor démissionne du Cabinet fantôme, déclarant qu'elle devait « se concentrer sur le soutien de ma famille pendant la période difficile que nous traversons ». En janvier 2019, elle fait l'objet de nouvelles critiques lorsqu'il est révélé qu'elle utilisait du papier à en-tête parlementaire officiel et fait référence par écrit à son poste de cabinet fantôme devant le juge pour demander la clémence de la condamnation de son fils.
Le 19 mars 2020, une enquête sur l'affaire menée par le commissaire aux normes de la Chambre des communes reconnait Osamor coupable de deux violations des règles parlementaires en la matière. La première violation est l'utilisation par Osamor d'un document officiel de la Chambre des communes, la deuxième violation concerne ses abus et agression contre un journaliste du Times à son domicile. Pour sa défense, la députée affirme qu'elle se sentait « la cible d'une chasse aux sorcières, et que la race et la classe étaient des facteurs ». Elle reçoit l'ordre de présenter des excuses écrites pour ses actions .